# کالباری، استرالیا غربی
کالباری (به انگلیسی: Kalbarri) یک شهرک در استرالیا است که در استرالیای غربی واقع شده‌است.